# Недойка
Недойка (бел. Недайка) — деревня в Губичском сельсовете Буда-Кошелёвского района Гомельской области Белоруссии.
На севере граничит с лесом. Поблизости есть залежи глины.

## География

### Расположение
В 18 км на юго-запад от районного центра и железнодорожной станции Буда-Кошелёвская (на линии Жлобин — Гомель), в 55 км от Гомеля.

## Транспортная сеть
Рядом автодорога Жлобин — Гомель. Планировка состоит из прямолинейной улицы, ориентированной с юго-запада на северо-восток, к которой с юга под прямым углом присоединяются две параллельные между собой улицы и переулок. Застройка двусторонняя, преимущественно деревянными домами усадебного типа. В 1986 году построены кирпичные дома на 50 квартир, в которых разместились переселенцы из загрязнённых радиацией мест после Чернобыльской катастрофы.

## История
По письменным источникам известна с XIX века как деревня в Рогачёвском уезде Могилёвской губернии. С 1825 года действовала винокурня, которая обеспечивала спиртными напитками все корчмы близлежащих деревень. По ревизии 1858 года владение помещика Пересвет-Солтана. После отмены крепостного права жителя деревни в 1861 году отказались отбывать двухдневную барщину в пользу помещика. Для усмирения крестьян была вызвана рота Могилёвского резервного батальона. В 1862 году открыта школа, которая разместилась в наёмном крестьянском доме (в 1889 году 52 ученики), в 1915 году было построено собственное здание. Помещик Новиков в 1878 году имел 7623 десятин земли, 4 мельницы и сукнавальню. В 1886 году находились 2 ветряные мельницы, водяная и воловья мельницы. Действовал хлебозапасный магазин. Центр волости (до 9 мая 1923 года), в состав которой в 1885 году входили 20 населённых пунктов с общим количеством 747 дворов. По переписи 1897 года находились: народное училище, Свято-Троицкая церковь (открыта в 1873 году — деревянная, а в 1894 году построено каменное здание), хлебозапасный магазин, лавка, 6 ветряных мельниц, маслобойня, 2 кузницы, трактир, отделение почтовой связи. Рядом был фольварк. В 1909 году 1562 десятин земли. В фольварке Недайка — 1783 десятины, во втором фольварке — 2609 десятин земли. Имелась лечебница, с 1911 года при школе работала библиотека. В 1912 году организовано кредитное товарищество. Действовал стеклозавод, конфискованный в мае 1917 года. 20 июня 1924 года в результате пожара сгорели 263 постройки в 58 хозяйствах.
С 20 августа 1924 года до 1986 года центр Недайского сельсовета Буда-Кошелёвского района Бобруйского, с 27 октября 1927 года Гомельского (до 26 июля 1930 года) округов, с 20 февраля 1938 года Гомельской области.
В 1929 году организованы колхозы «Общая работа» и «Гранит», работал кирпичный завод, 4 ветряные мельницы, круподробилка, кузница, больница, фельдшерский пункт, изба-читальня. Во время Великой Отечественной войны в боях за деревню в ноябре 1943 года погибли 78 советских солдат и партизан (похоронены в братской могиле на кладбище). Освобождена 28 ноября 1943 года. За годы войны погибли 113 жителей деревни.
Подсобное хозяйство агрофирмы «Техсервис» и сельхозпредприятие «Недайка», комбинат бытового обслуживания, лесопилка, мельница, средняя школа, клуб, библиотека, отделение связи, магазин, фельдшерско-акушерский пункт.
В 1969 году в деревню переселились жители посёлок Новая Семёновка.
В состав Недайского сельсовета входили до 1930 года посёлок Длинные, до 1936 года посёлок Новая Недойка, посёлок Покровский, до 1955 года посёлок Новые Рельсы, до 1969 года посёлки Новая Семёновка, Яновка.
До 16 декабря 2009 года в составе Старобудского сельсовета.

## Население

### Численность
- 2004 год — 123 хозяйства, 298 жителей.

### Динамика
- 1858 год — 50 дворов, 475 жителей.
- 1886 год — 88 дворов, 688 жителей.
- 1897 год — 150 дворов, 1114 жителей (согласно переписи).
- 1909 год — 190 дворов, 1356 жителей.
- 1925 год — 249 дворов.
- 1959 год — 537 жителей (согласно переписи).
- 2004 год — 123 хозяйства, 298 жителей.

## Культура
- Музейная комната ГУО "Недойская базовая школа Буда-Кошелёвского района"

## Достопримечательность
- Братская могила (1943) —  Историко-культурная ценность Республики Беларусь, шифр 313Д000134
- Церковь Святой Живоначальной Троицы

## Известные уроженцы
- С. Л. Дупанов — мастер спорта международного класса
- М. Л. Стригалёв — белорусский писатель